# Синьоглава райска птица
Синьоглавата райска птица (Cicinnurus respublica) е вид птица от род кралски райски птици, семейство райски птици. В англоезичната научна литература е известна още като Райска птица на Уилсън, по името на британския орнитолог Едуард Уилсън, от когото френският биолог Шарл Люсиен Бонапарт купува образци от птицата, които впоследствие са проучени и класифицирани от французина.

## Разпространение
Синьоглавата райска птица е ендемит и обитава само горите на островите Вайгео и Батанта в западната част на Индонезийска Нова Гвинея. В Червената книга на световнозастрашените видове този вид е категоризиран като „почти застрашен“, с популация, близка до критичния минимум. Основната причина е ограниченият ареал на птицата, поради което популацията ѝ е поначало ниска. Поради ограничената си площ и ресурси малките острови са много уязвими екосистеми и човешки дейности като дърводобива, разчистването на земя за стопански цели и бракониерството имат опустошителни последствия върху тях.

## Външен вид и хранене
Дължината на тялото при тези птици е около 20 см. Мъжките птици се отличават с изключително разноцветното си оперение. Предната част на главата е черна, а на горната има голямо светлосиньо петно, което изглежда като шапчица. Перата на гърба са обагрени в червено, а в задната част на тила – в жълто. Краката се сини. Опашката завършва с два дълги израстъка, които в обикновено състояние се свиват спираловидно.
Менюто на птицата се състои от плодове и дребни насекоми.

## Ухажване
Както почти всички райски птици, и синьоглавите са доста артистични по време на ухажването. Мъжката птица използва цялото си усърдие да демонстрира великолепните си пера и в най-дребните детайли, танцува и подскача.

## Непозната, но застрашена
Въпреки че обитава само два малки острова, науката все още знае твърде малко за синьоглавата райска птица. Островите край западна Нова Гвинея, както и целият западен район на острова все още са слабо проучени. Забележителен факт е, че този вид е фотографиран в живо състояние за първи път едва през 1996 г. Много от детайлите около отглеждането на потомството и храненето на птицата остават неясни.